# Nová Véska (Staré Město)

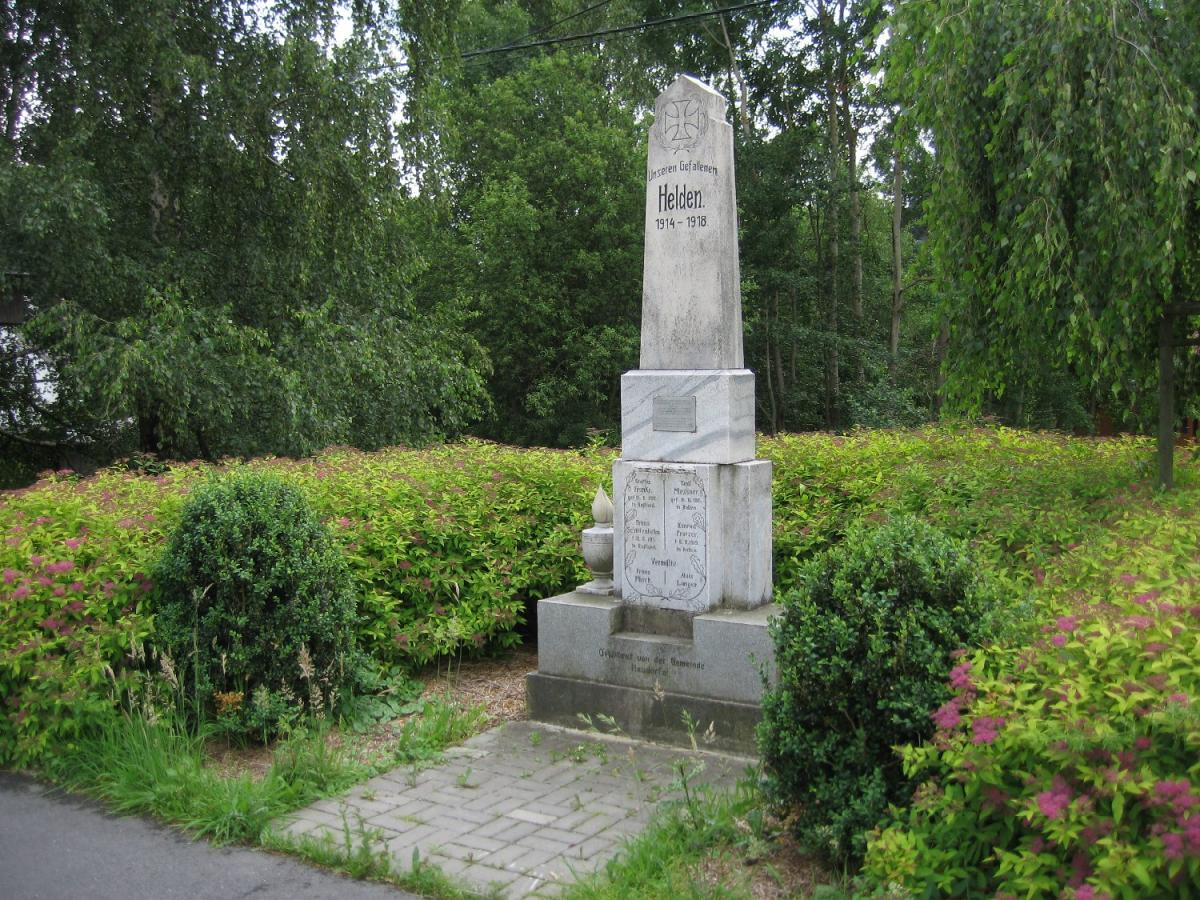
Kriegerdenkmal

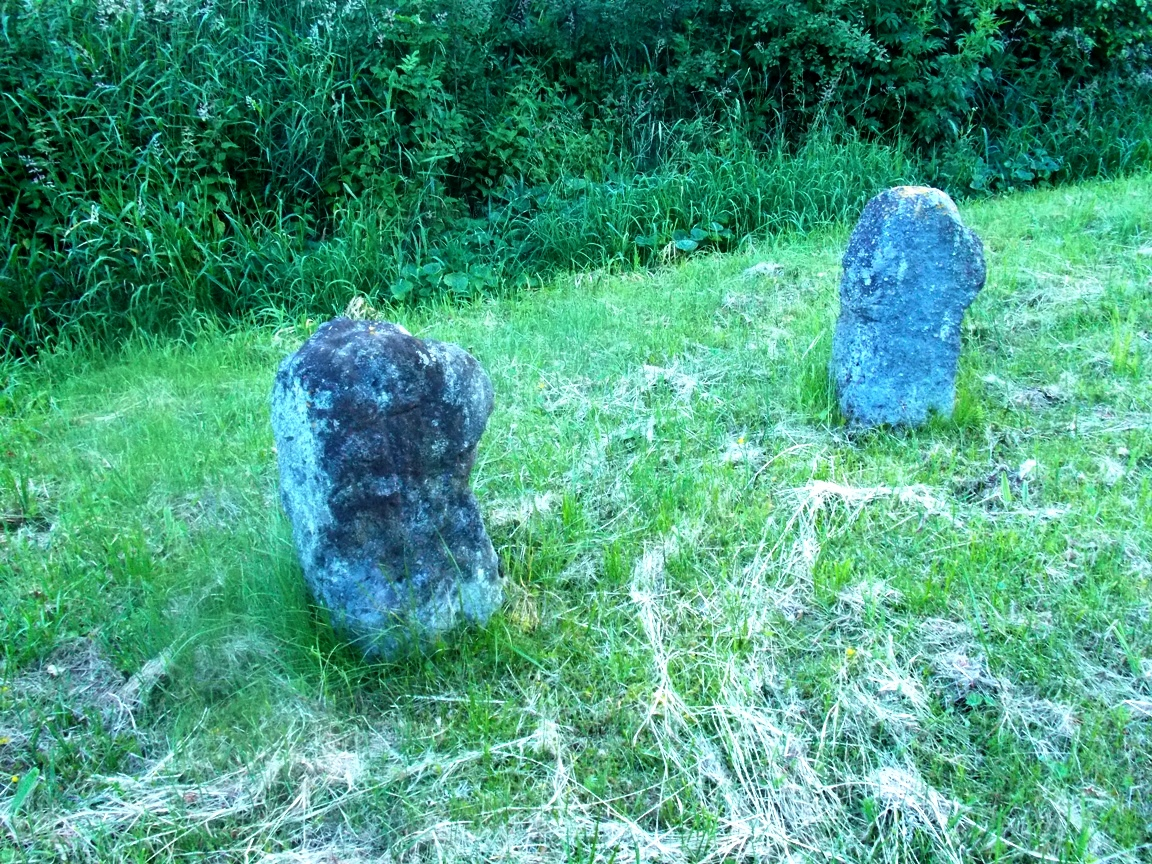
Sühnekreuze

Nová Véska, 1950–1992 Malá Véska, (deutsch Neudörfel) ist ein Ortsteil der Gemeinde Staré Město (Altstadt) in Tschechien. Er liegt sieben Kilometer nordwestlich von Bruntál (Freudenthal) und gehört zum Okres Bruntál. 

## Geographie
Der als Waldhufendorf angelegte Ort erstreckt sich linksseitig des Černý potok (Schwarzbach) in einem breiten Tal im Niederen Gesenke (Nízký Jeseník). Nördlich erheben sich die Výspa (Steinhübel, 630 m n.m.) und der Michalov (Huhnberg, 667 m n.m.), im Nordosten der U rozhledny (Woksberg, 654 m n.m.), östlich der Za nádražím (604 m n.m.), im Südwesten der Železný vrch (689 m n.m.) und der Kančí vrch (Teufelsberg, 706 m n.m.), westlich der Rýžovník (Seifenberg, 709 m n.m.) und der Na kopci (721 m n.m.) sowie nordwestlich der Rabasák (639 m n.m.) und der Rudenský vrch (630 m n.m.).  Durch Nová Véska führt die Staatsstraße II/450 zwischen Bruntál und Malá Morávka (Klein Mohrau); nördlich des Dorfes verlaufen die Bahnstrecke Bruntál–Malá Morávka und die Straße II/452 von Staré Město nach Vrbno pod Pradědem (Würbenthal).
Nachbarorte sind Světlá (Lichtewerden) und Dětřichovice (Dittersdorf) im Norden, Skrbovice (Schreiberseifen) und Kunov (Kunau) im Nordosten, Nové Heřminovy (Neu Erbersdorf) und Oborná (Spillendorf) im Osten, Staré Město im Südosten, Václavov u Bruntálu (Wildgrub) und Lesní Mlýn (Buschmühle) im Südwesten, Malá Morávka und Stará Rudná (Alt Vogelseifen) im Westen sowie Stará Voda (Altwasser) im Nordwesten.

## Geschichte
Die erste urkundliche Erwähnung von Newederfel bzw. Newe Dorfel erfolgte 1405 im Zuge der Teilung des Herzogtums Freudenthal zwischen den Brüdern Johann II. von Troppau und Nikolaus IV. von Freudenthal. Newederfel fiel dabei als Teil des Gutes Aldinstat (Staré Město) Herzog Johann II. zu. Ein von Otto Weisse betriebenes Hammerwerk wurde im 15. Jahrhundert erstmals erwähnt. Im Jahre 1506 wurde der Ort als Nová Véska, ab 1568 als Neudörfel, 1604 als Newdörffle, 1618 als New Dörfflein, 1657 als Neudörfflein sowie ab 1702 als Neudörfl bezeichnet.
Im Jahre 1506 erwarben Bernhard, Hynek und Nikolaus von Würben und Freudenthal das landtäflige Gut Altstadt und schlugen es der Herrschaft Freudenthal zu. Nachdem Johann d. Ä. von Würben und Freudenthal 1557 die Bewohner der Stadt Freudenthal und der umliegenden Dörfer zu Hilfsdiensten bei der Anfuhr von Material zum Umbau der Burg Freudenthal heranzog, führten diese erfolglos Beschwerde beim Troppauer Fürstentag gegen diese Robot. In der Umgebung des Dorfes wurden seit dem 16. Jahrhundert mehrere Schieferbrüche betrieben. In den Jahren 1552–1556 und 1585 kam es zu Pestausbrüchen. Wegen der Beteiligung des Johann von Würben und Freudenthal am Böhmischen Ständeaufstand von 1618 wurde die Herrschaft nach der Schlacht am Weißen Berg konfisziert und 1621 an den Deutschen Orden verkauft. Dieser begann 1625 mit der Rekatholisierung des Dorfes. Das bachabwärts gelegene Dorf Vordorfle bzw. Vohrdorflein (Přední Véska) verschmolz nach 1629 mit Altstadt. Die Bewohner von Neudörfel waren zu Robotdiensten auf dem Meierhof Altstadt verpflichtet. Diese bestanden im 17. Jahrhundert aus der Flachsaufbereitung sowie dem Scheren der Schafe. Im Dreißigjährigen Krieg besetzten zwischen 1642 und 1645 schwedische Truppen die Gegend. Die ersten Kirchbücher wurden 1731 in Freudenthal geführt. 
Im Jahre 1835 bestand das mit Altstadt zusammenhängende Dorf Neudörfel aus 33 überwiegend hölzernen Häusern mit 187 deutschsprachigen und katholischen Einwohnern (50 Familien), die von der Landwirtschaft und Viehzucht lebten. Im Ort gab es eine Trivialschule, in der ein Gehilfe aus Altstadt täglich einmal unterrichtete, eine Scholtisei, eine Mahlmühle am Schwarzen Wasser, eine Hufschmiede, 15 Bauern und 15 Häusler. Pfarrort war Freudenthal. Die Nutzfläche umfasste 579 Joch Ackerland, 96 Joch Wiesenland und 67 Joch Hutweiden. Bis zur Mitte des 19. Jahrhunderts blieb Neudörfel der Minderherrschaft Freudenthal untertänig.
Nach der Aufhebung der Patrimonialherrschaften bildete Neudörfel / Nová Véska ab 1849 eine Gemeinde im Gerichtsbezirk Freudenthal. Ab 1869 gehörte Neudörfel zum Bezirk Freudenthal. Zu dieser Zeit hatte das Dorf 252 Einwohner und bestand aus 34 Häusern. 1875 ging eine Windmühle in Betrieb. Im Jahre 1900 lebten in Neudörfel 240 Personen, 1910 waren es 200. Nach dem Zusammenbruch der k.k. Monarchie wurde die Gemeinde 1918 Teil der neu gebildeten Tschechoslowakei. Beim Zensus von 1921 lebten in den 41 Häusern der Gemeinde Neudörfel / Nová Véska 202 Personen, davon 193 Deutsche. Im Jahre 1930 bestand die Gemeinde Neudörfel aus 47 Häusern und hatte 225 Einwohner; 1939 waren es 201. Nach dem Münchner Abkommen wurde die Gemeinde 1938 dem Deutschen Reich zugesprochen und gehörte bis 1945 zum Landkreis Freudenthal. Nach dem Ende des Zweiten Weltkrieges wurde Nová Véska wieder Teil der Tschechoslowakei. Die deutschsprachige Bevölkerung wurde bis 1946 größtenteils vertrieben und der Ort mit Tschechen neu besiedelt. 1950 erfolgte die Umbenennung von Nová Véska in Malá Véska. Im Jahre 1950 lebten in den 41 Häusern der Gemeinde nur noch 90 Personen. Mehrere Häuser blieben unbewohnt und wurden später abgerissen. 1952 wurde Malá Véska nach Staré Město eingemeindet. Seit Beginn der 1960er Jahre wurde zumeist wieder der alte Ortsname Nová Véska verwendet. Zum 1. Januar 1967 erfolgte die Eingemeindung nach Bruntál. Im Jahre 1970 hatte Malá Véska 60 Einwohner. 1976 erfolgte eine Regulierung des Černý potok. Nach 1989 wurden mehrere Einfamilienhäuser sowie Häuser mit Seniorenwohnungen errichtet. Zum 24. November 1990 lösten sich Staré Město und Malá Véska wieder von Bruntál los und bildeten die Gemeinde Staré Město. Im Jahre 1991 hatte das Dorf Malá Véska 38 Einwohner und bestand aus 17 Häusern. Mit Beginn des Jahres 1993 wurde das Dorf als Ortsteil der Gemeinde Staré Město ausgewiesen und zugleich der Name in Nová Véska geändert. Der Katastralbezirk behielt den Namen Malá Véska. Beim Zensus von 2011 lebten in den 24 Häusern von Nová Véska 66 Personen. 

## Gemeindegliederung
Der Ortsteil Nová Véska bildet den Katastralbezirk Malá Véska.

## Sehenswürdigkeiten
- Gedenkstein für die Gefallenen des Ersten Weltkrieges, in der Ortsmitte gegenüber dem Haus Nr. 1. Er wurde 2012 mit Mitteln der Gemeinde und des Verteidigungsministeriums saniert.
- Zwei Sühnekreuze aus dem 16. Jahrhundert, in der Ortsmitte bei der Bushaltestelle[8]. Sie wurden 1976 im Zuge der Bachregulierung an ihren heutigen Standplatz umgesetzt.
- Steinernes Wegkreuz, beim Haus Nr. 27 am oberen Ende des Dorfes
- Steinernes Wegkreuz, am unteren Ortsende
- Grundmauern der vormaligen Windmühle, am Feldweg nach Stará Rudná